# 2010年冬季残疾人奥林匹克运动会乌克兰代表团
2010年冬季残疾人奥林匹克运动会乌克兰代表团是乌克兰派出的2010年冬季残疾人奥林匹克运动会代表团。获得5枚金牌、8枚银牌和6枚铜牌。